# Zumpango (gmina)
Zumpango – gmina leżąca w meksykańskim stanie Meksyk w odległości 54 km na północ od centrum miasta Meksyk. Gmina powstała w 1824 roku. Siedziba władz gminy jest miasto Zumpango de Ocampo leżące nad jeziorem Laguna de Zumpango. 
Gmina graniczy z innymi gminami stanu: Tequixquiac i Hueypoxtla (na północy), Hidalgo (na wschodzie), Jaltenco i Nextlalpan (na południu), Melchor Ocampo i Huehuetoca (na zachodzie).